# دیوید آمادوری
دیوید آمادوری (انگلیسی: Davide Amadori؛ زادهٔ ۱۸ ژوئیهٔ ۱۹۹۲) بازیکن فوتبال اهل ایتالیا است.
از باشگاه‌هایی که در آن بازی کرده‌است می‌توان به باشگاه فوتبال ونتزیا اشاره کرد.